# Výpočetní cluster

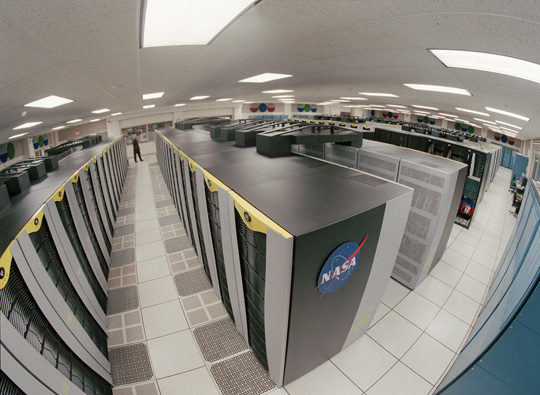
Výpočetní cluster Columbia, který je ve vlastnictví NASA

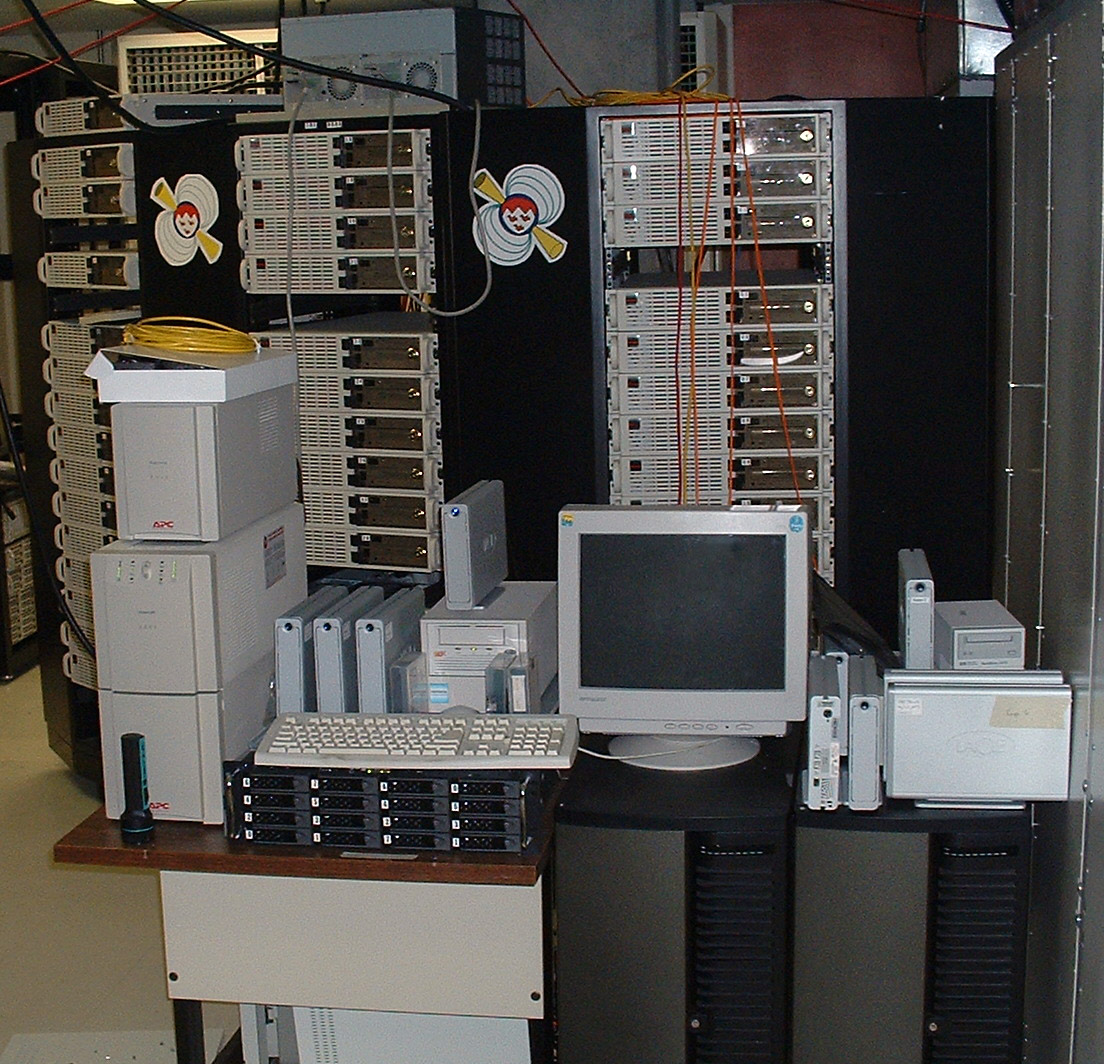
Výpočetní cluster postavený na technologii Beowulf

Výpočetní cluster (anglicky High-performance computing, zkratka HPC) je v informatice typ počítačového clusteru, který je určen pro řešení výpočetně náročných úloh (renderování filmových scén, matematické a fyzikální výpočty…). Pro zvýšení výpočetního výkonu je použito více počítačů, které jsou navzájem propojeny počítačovou sítí, protože toto řešení je o mnoho levnější, než výroba jediného počítače o srovnatelném výkonu.

## Charakteristika
Výpočetní cluster typicky používá osobní počítače stejné konstrukce, které jsou běžně používány pro desktop nebo servery. Výpočet je pak prováděn pomocí paralelizace, která ho umožňuje rozdělit na řešení mnoha nezávislých úloh (např. faktorizace na prvočísla, simulace vývoje počasí, analýza velkého množství statistických dat, matematické a fyzikální výpočty, medicína, (datové sklady), transakční zpracování atd.). Proto musí být při programování využívány speciální postupy. Výpočetní výkon je mezi clustery porovnáván pomocí jednotky FLOPS. Alternativou k výpočetním clusterům jsou gridové clustery.

## Top 500
TOP500 je seznam nejsilnějších vysokorychlostních počítačů. V seznamu TOP500 je seřazeno 500 světově nejrychlejších počítačů měřených podle HPL testu (anglicky benchmark). Ne všechny počítače jsou však uvedeny, protože jsou buď nezpůsobilé (např. nemohou HPL test spustit) nebo jejich majitelé nepředložil HPL skóre (např. proto, že si nepřejí, aby byla zveřejněna velikost jejich systému). Seznam je aktualizován dvakrát ročně, jednou v červnu na Evropské konferenci Supercomputing ISC a pak až v listopadu na konferenci US Supercomputing v USA.

## Parallel Virtual Machine (PVM)
Parallel Virtual Machine (PVM) je systém, který umožňuje programátorům pohlížet na heterogenní soubor unixových strojů jako na jednolitý paralelní počítač. PVM pracuje na jednoduchém, ale funkčně kompletním modelu předávání zpráv (message passing model).
PVM vzniklo z hladu po systému zastřešujícím heterogenní síťové prostředí. Je to sada softwarových nástrojů a programátorských knihoven, která umožňuje a podporuje provoz paralelní softwarové aplikace na obecně nestejných počítačích propojených do sítě.
Základem PVM je démon pvmd3, který běží na každém počítači. Všechny nody se spuštěným démonem pvmd3 mohou dohromady vytvářet virtuální stroj. Druhou částí PVM je knihovna, poskytující rozhraní pro paralelní operace. V současné době jsou podporovány jazyky C, C++ a Fortran.